# 日本健康医学会
日本健康医学会（にほんけんこういがくかい）は、健康医学に関する学術の向上および普及を図るため1991年に設立された学会。
事務局を東京都世田谷区桜丘1-1-1東京農業大学短期大学部醸造学科内に置いている。

## 事業
- 健康医学・関連科学に関する調査・研究、学術講演会・講習会・研究会の開催、機関誌・学術図書雑誌の刊行、関連学会・外国関連学会との連絡・協力など[1]

## 機関誌
- 『日本健康医学会雑誌』